# Filovci
Filovci (mađarski: Filóc, prekomurski: Vilovci) je naselje u slovenskoj Općini Moravskim Toplicama. Filovci se nalazi u pokrajini Prekomurju i statističkoj regiji Pomurju. 

## Stanovništvo
Prema popisu stanovništva iz 2002. godine naselje je imalo 486 stanovnika.